# Караоба (Денисовский район)
Караоба (каз. Қараоба) — упразднённое село в Денисовском районе Костанайской области Казахстана. Входило в состав Зааятского сельского округа. Код КАТО — 394039300. Упразднено в 2019 г.

## Население
В 1999 году население села составляло 227 человек (111 мужчин и 116 женщин). По данным переписи 2009 года, в селе проживало 160 человек (79 мужчин и 81 женщина).